# Poschiavino
Der Poschiavino ist ein rund 30 km langer rechter Nebenfluss der Adda, der zum grössten Teil in der Schweiz und mit etwa 3 km in Italien liegt. Sein Einzugsgebiet deckt sich im Wesentlichen mit der Bündner Talschaft Puschlav. Die wichtigsten Zuflüsse sind der Bach des Val da Camp, der Cavagliasch und der Saent.
Der Poschiavino entspringt auf rund 2300 m ü. M. aus mehreren kleinen Quellen an der Forcola di Livigno, nahe der italienischen Grenze. Der oberste, Val Laguné genannte Talabschnitt endet mit der rund 1870 m hoch gelegenen Ebene von La Rösa. Auf den nächsten 5 km durchfliesst der Poschiavino ein enges bewaldetes Tal, bevor er den rund 10 km langen, von 1100 m bis 960 m sanft abfallenden Talboden von Poschiavo erreicht. Dort mündet von rechts der Cavagliasch mit einer felsigen Schlucht. 
Nachdem der Poschiavino den Lago di Poschiavo durchflossen hat, schliesst sich ein Abschnitt mit relativ gleichmässigem Gefälle über Brusio, Campascio – wo der Saent einmündet – und Campocologno bis zum Engpass Piattamala an der Landesgrenze an.
Bei Tirano, dem einzigen italienischen Ort am Fluss, mündet der Poschiavino auf 409 m Höhe in die Adda.
Das Wasser des Poschiavino wird in mehreren Kraftwerken der Rätia Energie zur Stromerzeugung genutzt.